# ساروو
ساروو (به لاتین: Saruu) یک روستا در قرقیزستان است که در شهرستان جتی‌اغوز واقع شده‌است. ساروو ۸٬۲۱۷ نفر جمعیت دارد.